# 姫咲りりあ
姫咲 りりあ（ひめさき りりあ、1985年10月10日 - ）は、日本のAV女優。エイトマン所属。

## プロフィール
- 出身地:愛知県。
- 身長:157cm。
- スリーサイズ:B90（G-65）・W57・H85。
- 血液型:B型。
- 趣味:ペットと遊ぶこと。

## 略歴
- 2006年10月に『デビュー 美乳G 姫咲りりあ』でAVデビュー。
- 2009年12月31日を最後に姫咲りりあ 公式ブログの更新が途絶えている。(2011年2月21日現在)

## 作品

### アダルトビデオ
2006年
- デビュー 美乳G 姫咲りりあ（10月25日、しのだプロジェクト）
- ボクの新妻は巨乳で裸エプロンでメガネっ娘。#22 姫咲りりあ（11月17日、ゴーゴーズ）
- kawaii* kawaii girl 01 姫咲りりあ（11月25日、kawaii*）

2007年
- 爆乳エステ（5月1日、MOODYZ）
- 初ぶっかけ ゴックン 飲尿 姫咲りりあ（5月19日、エムズビデオグループ）
- ぬるぬるべっとり 姫咲りりあ ローション漬け 絶頂悶絶ファック（8月4日、アイエナジー）
- 新人デビューコレクション（8月25日、しのだプロジェクト）
- 痴女乱交4時間（9月13日、MOODYZ）
- 90cm Gcup 姫咲りりあ 極上の美巨乳×潮吹きアクメ（11月22日、ディープス）
- 女子高生監禁凌辱 鬼畜輪姦78 女子高生と脱獄囚（12月7日、アタッカーズ）
- 90cmGcupの美巨乳を狂わす 超高級ポルチオ性感美容エステサロン 姫咲りりあ（12月20日、ディープス）
- kawaii*girl BEST4時間（12月25日、kawaii）

2008年
- kawaii*BEST大全集01 1周年ベストだょっ全員集合DX4時間（1月25日、kawaii）
- D.Dブレイカー 暗黒夢破壊譚ACT.1 RIRIA（2月7日、アタッカーズ）
- アイエナジー2007年度　下半期作品集（2月7日、アイエナジー）
- 女同士で激しく求めあうグチョ濡れレズ4時間（3月1日、MOODYZ）
- 大江戸女処刑人（3月7日、アタッカーズ）
- 貞操帯の女4（3月7日、アタッカーズ）
- 楠木女学院 奴隷色のステージ（6月7日［DVD］/8月7日［VHS］、アタッカーズ）
- 楠木女学院 奴隷色のステージ 2（8月7日、アタッカーズ）
- 夫の目の前で犯されて- 女帝の棲む家 姫咲りりあ（9月7日、アタッカーズ）
- 人気女優18人による ローション天国 4時間(8月21日、アイエナジー)
- 新奴隷島 第二章 私達の都市伝説（9月7日、アタッカーズ）
- 飲みたがる爆乳美女総集編（9月19日、エムズビデオグループ）
- アナル凌辱事件簿8 ―信じぬ者は犯される― (10月7日、アタッカーズ)
- 浣腸奴隷凌辱 エネマの紋章を刻まれた女達 (11月7日、アタッカーズ)
- 特選女優48人!!男女入り乱れ大乱交4時間(11月13日、MOODYZ)
- 全部で50発！顔射だけで4時間！！ (11月20日、ディープス)
- くノ一拷問凌辱 4 掟を超えた友情 (12月7日、アタッカーズ)
- 新奴隷島 第三章 守るべきもの… (12月7日、アタッカーズ)
- 全員で11mオーバー！巨乳だけで4時間!! (12月18日、ディープス)

2009年
- 新奴隷島外伝 (1月7日、アタッカーズ)
- 哀しみのサイバーレイプ 接続された少女 白の凌辱… 心有花 (1月7日、アタッカーズ)
- 女子校生Wアナル&レズビアン 犯された天使の愛し方 (2月7日、アタッカーズ)
- 牝犬ハンティング (3月7日、アタッカーズ)
- 人妻自己犠牲レイプ 私は自ら犯されにゆく。 (3月7日、アタッカーズ)
- 貞操帯の女 総集編2 (3月7日、アタッカーズ)
- 昭和哀歌 ―背徳の契り―(4月7日、アタッカーズ)
- 奴隷城 (5月7日、アタッカーズ)
- 夫の目の前で犯されて― BEST7(5月7日、アタッカーズ)
- マスカレード(7月7日、アタッカーズ)
- 奴隷城2 (7月7日、アタッカーズ)
- アイコラの女(8月7日、アタッカーズ)
- 奴隷色のステージ 調教の日々(8月7日、アタッカーズ)
- 公開連続アクメ実験ショー 第九幕 姫咲りりあ(8月20日、アイエナジー)
- 奴隷城3(9月7日、アタッカーズ)
- 忘れられない凌辱(10月7日、アタッカーズ)
- ザーメン中出し凌辱銀行員 姫咲りりあ(11月1日、ワンズファクトリー)
- 最高のアナル舐め手コキ 2(11月1日、ワンズファクトリー)
- 奴隷城4(11月7日、アタッカーズ)
- 極マシンバイブ拷問！ 贄六 姫咲りりあ(11月5日、サディスティックヴィレッジ)
- 完全真性M 姫咲りりあ(11月19日、ドグマ)
- 奴隷城5(12月7日、アタッカーズ)

## TV 出演
- 今夜もハッスル（サンテレビ）